# Johan August Beyer
Johan August Beyer, född 26 oktober 1780 i Göteborg, död 22 augusti 1834 i Göteborg, var en svensk grafiker och målare. 
Han var son till snörmakaren August Beyer och Maria Rex. Beyer studerade vid Konstakademien i Stockholm 1805–1807 och för dekorationsmålaren Per Emanuel Limnell. Han blev mästare i Göteborgs Målareämbete 1808 och var ålderman där 1817–1822. Han var huvudsakligen verksam som dekorationsmålare men utförde även etsningar och historiemålningar. Han var vid sidan av sitt skapande privatlärare i målning och teckning. Beyer är representerad vid Nationalmuseum och med ett 60-tal teckningar vid Uppsala universitetsbibliotek.